# Alfréd Hajós
Alfréd Hajós (1 de fevereiro de 1878 – 12 de novembro de 1955) foi um nadador e arquiteto húngaro. Ele foi o primeiro campeão da natação nos Jogos Olímpicos modernos e também o primeiro campeão olímpico da Hungria.
Hajós nasceu em Budapeste, Hungria como Arnold Guttmann.